# Volume I
Volume I to debiutancki album studyjny niemieckiego girlsbandu Queensberry. Płyta została nagrana przy współpracy z wytwórnią Warner Music Group, a jego wydanie miało miejsce 2 grudnia 2008 roku w niemieckojęzycznej Europie. LP zawiera promocyjny singel "No Smoke", a także debiutancki singel grupy zatytułowany "Can't Stop Feeling".
Album wydano na tydzień przed ogłoszeniem czwartej wokalistki zespołu w finale programu Popstars, przez co powstały trzy jego wersje - każda nagrana z inną uczestniczką programu walczącą o ostatnie miejsce w grupie. Były to: Katharina "KayKay", Patricia Ivanauskas oraz Antonella Trapani, która ostatecznie dołączyła do zespołu.

## Lista utworów
1. "No Smoke" (John McLaughlin, Dave James, Alan Ross) — 3:21 1
2. "Bike" (Tim Hawes, Obi Mhondera, Pete Kirtley, Andrew Murray, Christian Ballard) — 2:53
3. "Sorry" (John McLaughlin, Steve Robson, Hannah Thomson) — 3:31
4. "Dr. Blind" (E. Haines) — 3:01 2
5. "Over It" (Josh Alexander, Billy Steinberg, Ruth-Anne Cunningham) — 3:31 3
6. "End of Love" (Teemu Brunila) — 3:34 4
7. "Sprung" (Andrew Murray, Christian Ballard, Jane Vaughan, Sylvia Bennett-Smith, Obi Mhondera) — 4:25
8. "I Can't Stop Feeling" (Teemu Brunila, Kid Crazy) — 3:46
9. "Beautiful Thing" (John McLaughlin, Michael Daley, Alison Pearse, Stanley Andrew) — 3:17
10. "Stiletto Heels" (Alex Geringas, Peter-John Vettese, Charlie Mason) — 4:07
11. "Jump" (Stella Attar, Lawrence Oakley, M. Mukhopadhay) — 3:10
12. "Butterfly" (Wendy Page, Jim Marr, Andrew Bojanic, Elisabeth Hooper) — 4:00
13. "Why Should I Believe in You" (Charlie Grant, Pete Woodroffe, Iman Osman) — 3:50

Utwory dodatkowe
1. "Too Young" — 3:42
2. "Love On The Radio" — 3:25
3. "Glamorous" — 3:48
4. "Naive" — 3:22 5
5. "Dance" — 3:13 6
6. "Flow" — 3:22
7. "Too Young" [M.A.T. Catwalk Mix] — 3:43

1 Cover utworu Evy Avili z 2008 roku

2 Cover utworu Emily Haines z 2006 roku

3 Cover utworu Katharine McPhee z 2007 roku

4 Cover utworu "End of Love" Anny Abreu z 2007 roku

5 Cover utworu Margaret Berger z 2006 roku

6 Cover utworu Shaznay Lewis z 2004 roku

## Notowania
| Lista                    | Pozycja | Sprzedaż | Wyróżnienia |
| ------------------------ | ------- | -------- | ----------- |
| Niemiecka Albums Chart   | 6       | 100,000  | Złota Płyta |
| Austriacka Album Chart   | 3       | —        | —           |
| Polska Album Chart       | 59      | —        | —           |
| Szwajcarska Albums Chart | 12      | —        | —           |